# Atentados de Carcasona y Trèbes de 2018
Los atentados de Carcasona y Trèbes fueron una serie de ataques islamistas perpetrados en dichas ciudades en el departamento de Aude, situado en la región de Occitania, en el sur de Francia el 23 de marzo de 2018. Los actos dejaron un total de 4  muertos y otros 15 heridos. Asimismo, el atacante fue abatido por la policía, siendo el quinto fallecido. Los ataques fueron atribuidos al grupo yihadista Estado Islámico.

## Antecedentes
Francia desde 2015 fue uno de los principales blancos de ataques terroristas en Europa. Algunos de estos son el ataque contra Charlie Hebdo, los atentados de París del 13-N o el atentado de Niza de 2016. A partir del 13-N en 2015, Francia decretó el estado de emergencia en todo el país y que más tarde, fue retirada pero aun así se encontraba bajo alerta máxima terrorista debido a las altas posibilidades de ser objetivos de nuevos atentados. Semanas antes a los ataques del 23 de marzo en el Aude, se habían realizado diversos operativos antiterroristas en los que habían sido detenidos varios simpatizantes del yihadismo, incluso, algunos de ellos relacionados con los de Cataluña en 2017.

## Atentados

### Tiroteo en Carcasona
Los ataques comenzaron a media mañana del 23 de marzo de 2018 en Carcasona, donde el terrorista asesinó al pasajero de un auto particular de un tiro en la cabeza e hirió al conductor. Acto seguido, robó dicho automóvil y condujo hacia sus siguientes objetivos.
Así, con este coche intentó atropellar a un grupo de cuatro policías que hacían deporte por la calle e iban desarmados. El conductor abrió fuego a continuación contra los agentes y alcanzó a uno de ellos, que fue evacuado al hospital en estado grave siendo el primer herido y afectado por los atentados.

### Toma de rehenes en Trèbes
Aproximadamente a las 11:00 a. m. hora local, Lakdim ingresó al supermercado Super U de la cercana Trèbes armado con una pistola, una granada y un cuchillo, y después de gritar «Allahu Akbar», comenzó a disparar, matando a dos personas y tomando a otros como rehenes, pero al menos 12 civiles lograron huir con la ayuda de los gendarmes de la seguridad y fueron mantenidos bajo custodia por la policía en el estacionamiento del local.
A las 11:50, Lakdim declaró su lealtad al Estado Islámico. Quince minutos más tarde, tras enterarse de la situación de los rehenes, el primer ministro Édouard Philippe declaró que la situación era «grave». La policía pronto estuvo en la escena, y evacuaron a civiles, erigieron barreras y rodearon el edificio. El ministro del Interior, Gérard Collomb, también llegó pronto, y dejó su reunión con Richuard Lizurey para viajar directamente a Trèbes. A las 12:20, una unidad de GIGN se había reunido en una estación de servicio al otro lado de la calle del supermercado, y la policía trasladó a los civiles en el estacionamiento a otro estacionamiento junto al Super U, 14 minutos después. A la 13:45, 25 minutos después de que las fuerzas policiales bloquearan toda el área, Lakdim exigió la liberación de Salah Abdeslam, uno de los principales sospechosos de los ataques en París en noviembre de 2015. En respuesta, la policía francesa trajo a la madre de Lakdim y a dos hermanas para negociar, sin éxito.
Lakdim tomó a uno de los rehenes, una mujer a quien usó como escudo humano. El teniente coronel Arnaud Beltrame, un oficial de gendarmería de 44 años, se ofreció a tomar el lugar de la rehén y fue intercambiado. El oficial encendió secretamente su teléfono, que colocó en una mesa dentro del edificio, para que la policía de fuera pudiera escuchar. En algún momento, Lakdim le disparó al oficial, y el disparo fue escuchado por el teléfono. En respuesta, seis agentes de GIGN asaltaron el supermercado a las 14:40 e intercambiaron disparos con el agresor, matándolo dos minutos después. Los perros de la policía entraron al edificio, y una ambulancia y un helicóptero llegaron al estacionamiento, y los medios franceses informaron que Lakdim había sido abatido, de acuerdo con un oficial de policía en la escena. Beltrame estaba en estado crítico y otro oficial también había resultado herido; fue elogiado por el ministro del Interior, Collomb, quien dijo que el oficial gendarme "honró a su país".
El ministro francés de Interior, Gérard Collomb, confirmó que las fuerzas policiales habían matado al atacante.

## Víctimas
El presidente francés, Emmanuel Macron, confirmó que la cifra de muertos era de 4, incluyendo al atacante, y que había 16 heridos.
Uno de los fallecidos era de origen portugués. Se trata del pasajero que fue asesinado por el terrorista en Carcasona, siendo su cuerpo posteriormente encontrado arrojado en una zanja. Los otros dos ciudadanos son originarios de Francia. Uno era un empleado del supermercado asaltado en Trèbes y el otro un cliente.
Finalmente, la última víctima, el atacante, era de origen marroquí y fue abatido por la policía al momento del operativo para dar fin al asalto del supermercado￼.
La quinta víctima de los atentados fue el teniente francés Arnaud Beltrame, quien se intercambió por una rehén, a cambio de que una mujer que estaba siendo utilizada como escudo humano por el terrorista fuese liberada. El oficial falleció pocas horas después a causa de sus heridas.

## Perpetrador
La policía francesa identificó al atacante como Redouane Lakdim, de 25 años de edad y de nacionalidad marroquí. Además, el terrorista ya estaba siendo vigilado en secreto por las autoridades debido a su vínculo con el yihadismo. Anteriormente, había cometido algunos crímenes menores.
El Estado Islámico se atribuyó los atentados.

## Reacciones

### Francia
El presidente Emmanuel Macron condenó el atentado y mostro su solidaridad con las familias de las víctimas y heridos. Además, reconoció que la amenaza terrorista en Francia sigue siendo alto.
En París, la Torre Eiffel apagó sus luces en honor a los fallecidos y heridos por los atentados.
Por otra parte, las reacciones en el ámbito de seguridad se mostraron el reforzamiento de esta durante el partido amistoso internacional entre Francia y Colombia que se realizó en París. En este mismo partido, se realizó un minuto de silencio en honor a las víctimas de los ataques.

### Internacional
- España: Mariano Rajoy mostró su solidaridad con Francia en un comunicado emitido por el gobierno español.[20]
- El Salvador: El gobierno salvadoreño condenó el atentado.[21]
- Reino Unido: La primera ministra británica Theresa May denunció el atentado de cobarde y señaló que el Reino Unido tiene toda su solidaridad con Francia.[22]
- Israel: Benjamín Netanyahu condenó el atentado y envió sus condolencias a las familias de las víctimas.[23]